# Лорен Фішер
Лорен Фішер (англ. Lauren Fisher; нар. 14 вересня 1982) — колишня американська тенісистка.
Найвищу одиночну позицію світового рейтингу — 799 місце досягла 22 травня, 2006, парну — 354 місце — Dec 12, 2005 року.
Здобула 3 парні титули туру ITF.

## Фінали ITF
| Легенда         |
| --------------- |
| Турніри $10,000 |

### Парний розряд: 4 (3–1)
| Результат | Ранг | Дата            | Турнір                   | Покриття | Партнерка            | Суперниці                                    | Рахунок             |
| --------- | ---- | --------------- | ------------------------ | -------- | -------------------- | -------------------------------------------- | ------------------- |
| Перемога  | 1.   | 19 вересня 2004 | Матаморос, Мексика       | Тверде   | Алік Цубанос         | Тамара Енсіна Елісон Оджеда                  | 6–3, 6–7(7), 7–6(5) |
| Перемога  | 2.   | 31 січня 2005   | Клірвотер, США           | Тверде   | Аманда Джонсон       | Анна Бастрікова Наталія Демиденко            | 4–6, 6–4, 6–3       |
| Поразка   | 1.   | 13 березня 2005 | Толука-де-Лердо, Мексика | Тверде   | Крістіна Фусано      | Валентіна Кастро Ана Лусія Мільяріні де Леон | 2–6, 6–4, 5–7       |
| Перемога  | 3.   | 2 вересня 2005  | Вітторія, Італія         | Ґрунт    | Карла Суарес Наварро | Сільвія Дісдері Джорджа Мортелло             | 6–2, 6–3            |